# 吉住 (お笑い芸人)
吉住（よしずみ、1989年〈平成元年〉11月12日 - ）は、日本の女性お笑いタレント、女優。プロダクション人力舎所属。福岡県北九州市出身。福岡県立東筑高等学校、熊本県立大学環境共生学部卒業。本名は吉住 暢子（よしずみ のぶこ）。第4回女芸人No.1決定戦 THE W王者、第22回R-1グランプリ準優勝。

## 来歴
中学・高校時代はテニス部に所属し、キャプテンを務めていた。福岡県大会でベスト8の成績を収めた経験もある。
｢笑福亭鶴瓶がどのタイミングで売れたのか、そのはっきりとした出どころがわからない」といった都市伝説を耳にし、賞レース以外でも評価される芸人の世界に興味を抱くようになる。本人はその時点であまり芸人のネタは見たことが無かったものの、お笑い番組好きだった実兄の影響でネタを見るようにはなっていた。だが漫才のテンポにはついていけなかったという。そういった中、テレビで東京03のコントを観た時に「こんなに面白いのか」と感銘を受けたのが芸人を志すきっかけで、その後もキングオブコメディやラバーガールのコントに心を惹かれ、「自分もコントをやってみたい」と思うようになる。
高校を卒業する頃、親に対して養成所へ行きたいという旨を話すが一応大学には行ってほしいと反対され、大学へ進学した。卒業後は改めて養成所に入学する運びとなり、福岡出身ということから近い所で大阪の松竹芸能か吉本興業に入るのも考えたが、東京03・ラバーガール・おぎやはぎと元々好きな芸人が多く所属しているプロダクション人力舎へ入るのを決意し、2013年にスクールJCAへ22期生として入学する。同期の中でも土屋（孫ダッシュ）とは同じクラスだった。スクールJCAには1年在籍したが事務所の所属試験に合格できず、当時コンビを組んでいた相方（後述のかわえなつきとは別人）から一緒にフリーとして続けようと誘われるも、吉住はどうしても人力舎に所属したいなどの想いが断ち切れず1年の留年を経て、23期生として卒業した。
2015年5月1日、23期での同期であったかわえなつきとコンビ「ムテンカナンバー」を結成した。当時はコントと漫才を両方演じていた。
2016年8月29日をもってムテンカナンバーは解散した。吉住はコント、かわえは漫才と互いの方向性が違ってきたことから解散に至った。その後はコンビを結成したくて相方を探していたものの、舞台へ出続けるためピンでのネタも作っていた。ある日のネタ見せでテレビ局のスタッフにネタを披露したところ、その人が新しい波24（フジテレビ）のディレクターでそこからレギュラー出演が決まり、本格的にピン芸人へ転向する運びとなった。この時に芸名を本名から苗字のみの「吉住」に改めた。
2018年12月10日、第2回『女芸人No.1決定戦 THE W』で初めて決勝に進出した。1stステージ第2試合でニッチェに敗れた。
2020年、第7回NHK新人お笑い大賞で本戦に進出した。同年12月14日、第4回『女芸人No.1決定戦 THE W』で2年ぶりに決勝進出した。1stステージは第1回大会優勝のゆりやんレトリィバァと2019年大会準優勝のはなしょーを抑え、最終決戦へ駒を進める。最終決戦では6票を集め、紅しょうがを抑えて優勝を果たした。
2021年3月7日、第19回R-1グランプリで初の決勝進出を決めるも、646点で最終成績は8位となり前年のTHE Wに次ぐ優勝とはならなかった。
2021年6月から読売新聞オンラインの「発言小町」で自身初の連載コラム「トピ探訪」を開始した。
2021年6月9日と同16日に出演した「あちこちオードリー」（テレビ東京）の「パンサー向井Presents反省ノートスペシャル」が2021年6月期のギャラクシー賞月間賞に選ばれる。
2021年7月4日から読売テレビ・日本テレビ系列で放送されていた日曜ドラマ『ボクの殺意が恋をした』で、民放の連続ドラマ初出演を果たす。同年10月6日から日本テレビ系列で放送されていた水曜ドラマ『恋です! ～ヤンキー君と白杖ガール～』にも第4話から出演した。
2021年12月9日未明、「THE W」優勝の副賞である自身初の冠番組『吉住のアナタとコント』が日本テレビ（関東ローカル）で放送され、じろう（シソンヌ）・実演販売士のタイガー尾藤・子役の村山輝星と共にそれぞれオリジナルコントを演じた。
2022年1月20日放送の『科捜研の女 Season21』（テレビ朝日）にゲスト出演した。日本テレビ系列以外の民放ゴールデンタイムの連続ドラマに初出演となる。
2022年3月5日、公式YouTubeチャンネル「吉住よろしくやってるチャンネル」を開設。
2022年3月6日、第20回R-1グランプリで2年連続の決勝進出を果たした。ファーストステージは463点を獲得して2位となったが、同じく463点を獲得したお見送り芸人しんいち・渡部おにぎり（金の国）との決選投票の末に敗れ、初のファイナルステージ進出とはならなかった。
2022年4月5日深夜（6日早朝）よりテレビ朝日「バラバラ大作戦」枠で、イワクラ（蛙亭）とのダブルMCによる冠番組『イワクラと吉住の番組』が開始した。
2022年6月22日から3夜連続で放送されていた『脚本芸人』（フジテレビ）では、第1夜で自身初のドラマ脚本執筆にも挑戦した。
2022年7月4日、『キングオブコント2022』に事務所の先輩である岡野陽一との即席ユニット「最高の人間」としての出場が発表された。2022年9月6日、ユニットでの決勝進出を果たした。ファーストステージの10組目に登場するも462点で最終成績は6位となり、大会史上初のユニットでの優勝はならなかった（優勝はビスケットブラザーズ）。
2022年11月22日発売の「小説現代」12月号で初の短編小説『そそぐ』を書き下ろし、小説家デビューを飾った。
2024年3月9日、第22回R-1グランプリで2年ぶりの決勝進出を果たした。ファーストステージは470点を獲得し3位でファイナルステージ進出を決めた。ファイナルステージでは陣内智則、バカリズムから票を取るもその後の小籔千豊、野田クリスタル、ハリウッドザコシショウに連続で街裏ぴんくに票を取られ悲願のR-1グランプリ優勝にあと一歩届かなかった。

## 人物
- 血液型はO型[注 1]。
- 趣味は整骨院巡り、書店巡り、読書、無料体験巡り、他人の子供の成長を見守ること[注 1]。
- 特技は球技（特にテニス）、建築模型作成、単純作業に耐えられる、映画が始まってから10分ほどで物語のラストを想像して泣ける[注 1][7]。
- 好きな食べ物はチョコレート・山芋、嫌いな食べ物は豆[7]。
- 好きな映画は「グリーンマイル」[7]。
- ふくらはぎフェチ[7]。
- チャームポイントは足首[7]。
- 身長を明かしていない。
- 熊本県立大学では建築学を専攻していた[36][8]。卒業論文のテーマは「熊本の地域性を考慮した木造応急仮設住宅の供給システムに関する研究」[36]。
- もし芸人になっていなかったら、事務の仕事をしていたという[7]。
- マンション管理のアルバイト経験を持つ[37]。
- 学生時代、卒業アルバムに寄せ書きを書いてもらおうと誘ってきた友人に、卒業アルバムは嵩張って場所を取るという理由から「私、卒業アルバム捨てるからいいや」と断った。本人曰く「それで友達を失った」[38]。
- 事務所の先輩である飯塚悟志（東京03）を飲みに誘い、ムテンカナンバーの解散話を切り出していた最中に酩酊した吉住が同じ話を延々と繰り返したため、それに耐えかねた飯塚が「じゃあ、もう解散しろよ!」と半ば強引に解散を勧めた。この件に関してはお互いに反省しており、特にコンビ解散という人生を左右する大きな決断を半ギレ気味でしてしまった飯塚はその罪滅ぼしとして、吉住をネタ番組で「東京03飯塚 激推し芸人」として紹介するようになった[39]。
- ムテンカナンバーを解散して間もない頃で相方を探していた際、後に「最高の人間」を組むことになる岡野とユニットコントを作ろうとしていたが、変なネタを作る岡野と意味の分からない設定を持ち出す吉住とで上手くまとまらず、結局ライブ当日になってもネタが完成できずに「私は人と（コンビで）コントができないのかも知れない」と思い、「他のメンバーに気を遣って無難な役作りをして、結局自分を殺してしまう。それが芸人としての私の弱点」と気付いた[13]。
- 2022年1月18日放送『一撃解明バラエティ ひと目でわかる!!』（日本テレビ）で、沖縄で人生初の素潜り漁に挑戦。学生時代にテニス部で培った精神と運動神経を発揮し、初めての漁ながら一発で銛を命中させるなど次々と捕獲に成功。予想以上の大漁ぶりを見せた[6]。
- 同じ事務所の芸人ではガク（真空ジェシカ）いかちゃん・吉田治加（おとぎばなし）、他事務所ではあいなぷぅ（パーパー）と仲が良い。
- 誕生日を祝われるのが苦手という理由で自身のことを突然生まれた存在としている。

## 芸風
主にコントで、恋愛を題材としたネタが多い。例として「依存症」「許されざる恋」「女審判」「思い立ったが吉日」などがある。その他、段ボールで人型に切り抜いて作った空想の“彼氏”「たっちゃん」を相手に掛け合いをするというネタもある。実際に彼氏ができた時のために2人分の日用品を準備しておくなど、このネタへ繋がる片鱗が本人にあったと話している。
ネタ作りでは自分が面白そうで興味を引いた言葉をノートにメモしておき、それらを組み合わせるなどして作っている。「女審判」については元々野球好きのため審判が気になる存在で、それまで書き溜めた5 - 6冊のどのノートにも書いてあった言葉が「審判」だった。そこから「男性社会で生きる女審判の恋愛」というネタが作られ、「変なタイミングで人を好きになるネタ」を考えた末に銀行強盗のネタが完成した。
2018年、第2回『THE W』決勝出場時には1対1の対戦形式だったファーストステージでニッチェに敗れた。当時副音声で出演していた松本人志（ダウンタウン）から「もうひと展開あればな」と評されたのをきっかけに、「もうちょっとその人（コント内で演じるキャラや登場人物など）の奥行きを入れてバックボーンみたいなものをちょっと感じさせるようなネタ」を作るようにしたという。

## 賞レース戦績

### R-1ぐらんぷり／R-1グランプリ
| 年度             | 結果      | 会場                            | 日時    | 備考                                           |
| ---------------- | --------- | ------------------------------- | ------- | ---------------------------------------------- |
| 2016年（第14回） | 1回戦敗退 | 新宿シアターモリエール          | 1月8日  | 「なんだかんだ吉住」名義                       |
| 2017年（第15回） | 1回戦敗退 | よしもと幕張イオンモール劇場    | 1月13日 |                                                |
| 2018年（第16回） | 3回戦進出 | ヨシモト∞ホール                 | 1月26日 |                                                |
| 2019年（第17回） | 3回戦進出 | ヨシモト∞ホール                 | 2月4日  |                                                |
| 2020年（第18回） | 2回戦進出 | 新宿シアターモリエール          | 1月25日 |                                                |
| 2021年（第19回） | 決勝8位   | COOL JAPAN PARK OSAKA内WWホール | 3月7日  |                                                |
| 2022年（第20回） | 決勝3位   | フジテレビV4スタジオ            | 3月6日  | 同率2位となるも、決選投票により1stラウンド敗退 |
| 2023年（第21回） | 不参加    |                                 |         |                                                |
| 2024年（第22回） | 決勝2位   | フジテレビ                      | 3月9日  |                                                |
| 2025年（第23回） | 決勝7位   | フジテレビ                      | 3月8日  |                                                |

### 女芸人No.1決定戦 THE W
| 年度            | 結果       | 会場                     | 日時           |
| --------------- | ---------- | ------------------------ | -------------- |
| 2017年（第1回） | 2回戦進出  | 中目黒キンケロ・シアター | 11月8日        |
| 2018年（第2回） | 決勝進出   | 日本テレビ               | 12月10日       |
| 2019年（第3回） | 準決勝進出 | ルミネtheよしもと        | 10月24日・25日 |
| 2020年（第4回） | 優勝       | 日本テレビ               | 12月14日       |

### その他
- 2018年 第4回マイナビ Laughter Night チャンピオン大会進出
- 2018年 第39回ABCお笑いグランプリ 最終予選進出
- 2020年 第7回NHK新人お笑い大賞 本選進出
- 2020年 第6回マイナビ Laughter Night チャンピオン大会進出
- 2020年 第41回ABCお笑いグランプリ 最終予選進出

## 出演

### テレビ
- THE突破ファイル（2021年4月8日 - 、日本テレビ） - 突破Gメン[56][57][58][59]

#### 過去の番組
- 新しい波24（2016年12月28日、2017年4月18日・6月27日・8月22日・9月19日[60] フジテレビ）
- おもしろ荘（2018年1月1日、日本テレビ）
- 前略、西東さん（2018年4月28日・12月29日、中京テレビ放送）[61][62]
- 白黒アンジャッシュ（2018年4月24日・5月1日、2021年5月25日・6月1日、千葉テレビ放送）
- にちようチャップリン（2018年8月12日、2021年4月17日、8月21日、テレビ東京）[60]
- 中居正広の金曜日のスマイルたちへ（2020年12月25日・2021年1月29日[63][64]、TBSテレビ）
- ネタパレ（2021年1月15日、4月2日・30日、6月4日、8月20日[65] フジテレビ）
- バゲット（2020年12月15日、2021年1月18日・4月20日・6月14日・8月10日、日本テレビ）[66]
- 1億人の大質問!?笑ってコラえて!（2021年1月27日・8月18日、日本テレビ）[67]
- 有吉の壁（2021年1月27日・3月17日・5月12日・7月28日・8月22日・10月20日・12月1日、2022年4月6日・6月15日、22日 日本テレビ） - 2021年7月28日放送分は総集編で過去の放送VTRに出演。8月22日(土)放送分は「24時間テレビ44　愛は地球を救う」内の「有吉の壁　真夜中の3時間スペシャル」に、12月1日及び2022年6月15日放送分は番組内の「ブレイクアーティスト選手権」のコーナーにそれぞれ出演。[68][69][70][71][72][73][74][75]
- 踊る!さんま御殿!!（2021年2月2日・2023年1月24日・2月28日、日本テレビ）
- お願い!ランキング（2021年3月11日、8月10日、テレビ朝日）[76]
- ザ・ベストワン（2021年3月28日・11月26日、2022年4月1日、TBSテレビ）[77][78][79]
- アメトーーク!（2021年3月18日、5月27日、テレビ朝日） - 番組内の企画である「芸人プレゼン大会」で「生きづらい芸人」をプレゼンし、後日その企画が放送された[80]。
- シリタカ!（2021年4月28日 - 2023年3月14日、九州朝日放送）毎月第4水曜日出演
- あちこちオードリー（2021年6月9日・16日、テレビ東京） - この放送回が前週の田村淳（ロンドンブーツ1号2号）が出演した回と合わせて2021年6月期のギャラクシー賞月間賞を受賞[81]。
- BSいきものがかり（2021年7月10日、BSフジ）[82]
- さんまのお笑い向上委員会（2021年7月10日、17日、24日、フジテレビ）[60]
- 華丸の「先生、染まりんしゃったね…。」（2021年7月16日、23日、8月6日、RKB毎日放送）[83]
- ロンドンハーツ（2021年7月27日、8月3日、12月14日、2022年1月25日、テレビ朝日）[84][85][86] - 2021年7月27日、8月3日放送分は「もしもコンビを組むとしたらあの女芸人と組みたい!!」の発表者として、12月14日放送分は3時間スペシャルの「奇跡の一枚」のコーナーに、2022年1月25日放送分は「私のなりたい顔ランキング」の発表者として出演。
- 千原ジュニアの座王（2021年7月31日、8月7日、12月26日、2022年1月2日、関西テレビ）[87][88][89][90] - 12月26日放送の「第2回 女芸人SP」で決勝に進出、モノマネを披露するも「第1回 女芸人SP」覇者の島田珠代に敗れた。
- 土曜はナニする!?（2021年9月25日、2022年5月21日、関西テレビ）[91][92]
- 福岡ゲンジン（2021年11月19日、福岡放送）[注 2]
- 吉住のアナタとコント（2021年12月9日、日本テレビ） - 「THE W」優勝記念の冠番組[93][24]。
- 女芸人No.1決定戦 THE W 2021（2021年12月13日、日本テレビ） - 応援サポーターとして[94]
- 有吉クイズ（2022年3月8日、3月15日・22日 テレビ朝日）[95]
- 種から植えるTV（2022年5月29日、6月5日、テレビ東京）[96][97]
- イワクラと吉住の番組（2022年4月5日 - 2024年9月17日、テレビ朝日） - イワクラとのダブルMCによる自身初の冠レギュラー番組[29][30]
- クイズ!あなたは小学5年生より賢いの?（2022年6月10日、日本テレビ） - 5問目が終了した時点でドロップアウトを宣言し、20万円を獲得した。

### テレビドラマ
- FM999 999WOMEN'S SONGS 第7話（2021年5月、WOWOWオンデマンド・WOWOWプライム） - ホーミーの女 役
- ボクの殺意が恋をした（2021年7月4日 - 9月12日、読売テレビ・日本テレビ） - 大竹千尋 役[98]
- 恋です!〜ヤンキー君と白杖ガール〜 第4話（2021年10月27日、日本テレビ） - 紅林サクラ 役[23]
- 科捜研の女 Season21 第10話（2022年1月20日、テレビ朝日） - 間宮栞 役[26]
- マーダー★ミステリー 〜探偵・斑目瑞男の事件簿〜伊呂鳥荘・湯けむり温泉殺人事件（2022年3月5日、3月12日、朝日放送テレビ） - 赤村瑠璃 役
- 警視庁・捜査一課長 season6 第8話（2022年6月2日、テレビ朝日） - 倉本京子 役
- 脚本芸人 第1夜（2022年6月22日、フジテレビ）[31][注 3]
- 天使の耳〜交通警察の夜（2023年3月20日、NHK BS4K） - 織田涼子 役[99]
- となりのナースエイド（2024年1月10日 - 3月13日、日本テレビ） - 小野夏芽 役[100][101]
  - となりのナースエイドSP2025（2025年1月11日、日本テレビ）[102]
- 訳アリ女ダイアリー（2024年3月2日、TBSテレビ） - 有澤佳代 役[103]
- くるり〜誰が私と恋をした?〜 第1話（2024年4月9日、TBSテレビ） - 警察官 役[104]
- ウェル美とネス子。（2024年10月3日 - 、日本テレビ） - 主演・ネス子 役（影山優佳とダブル主演）[105]
- ゴースト・オブ・レディオ〜バチボコ怖い心霊バスツアー〜 ディレクターズカット版（2025年2月16日、WOWOW） - 宮越ゆき 役[106]

### 配信ドラマ
- ゴースト・オブ・レディオ〜バチボコ怖い心霊バスツアー〜（2024年11月17日・29日、Streaming+・PIA LIVE STREAM） - 宮越ゆき 役[107]
- 絶望的につまらない金持ちイケメン彼氏と結婚できますか？＃絶望プロポーズ（2025年4月26日、タテドラ） - 麗華 役

### インターネットテレビ
- さぁ、恋をきがえましょう（2017年9月2日 - 10月7日、AbemaTV） - MC[108]
- おぎやはぎの「ブス」テレビ（AbemaTV）- レギュラー

### ラジオ
- マイナビ Laughter Night（TBSラジオ） 
  - 2018年5月18日[109]・9月14日[110]、2019年5月17日[111]・11月1日[112]、2020年1月31日[113]・9月11日[114]。
  - 2018年9月・2020年9月の月間チャンピオン[115][116]。
- 大竹まこと ゴールデンラジオ!（文化放送）
  - 2018年8月30日[117]、2021年1月14日[118]
  - 木曜日レポーター（2021年4月1日- 2022年4月14日[119][120][121]）
- 吉住のオールナイトニッポンZERO（ニッポン放送）2021年1月4日[122]
- KUSUKUSU （bayFM）2021年1月8日・1月15日[123]
- 吉住の聞かん坊な煩悩ガール（GERA放送局）2021年5月1日 - 専用アプリ「GERA」で毎週土曜日午後8時に配信[124]
- 華結び（RKBラジオ）2021年6月5日・12日・19日、7月17日・24日
- 中山優馬のYUMAにあ（RKBラジオ） 2021年7月6日 -　7月のマンスリーアシスタント[125]
- 吉住×サスペンダーズ古川・生きづらい私たち（YouTubeラジオ局　PILOT）不定期で配信[126]
- 川口技研Presents 久保純子My Sweet Home（文化放送）2022年1月23日・30日[127]
- 東京03の好きにさせるかッ!（NHKラジオ第一）2021年4月22日、2022年5月5日[128]
- 百田夏菜子とラジオドラマのせかい（ニッポン放送）2023年1月6日・13日・20日・27日　- 1月度マンスリーゲスト[129]

### 映画
- 私をくいとめて（2020年12月18日公開）- 本人 役[130][131]
- 有吉の壁 カベデミー賞 THE MOVIE「ドライブ・アイ・サー」（2022年6月11日、ライブビューイングジャパン）[132]

### CM
- BANDAI SPIRITS 一番くじONLINE「念じる吉住」篇（2021年2月 - ） - 事務所の先輩である児嶋一哉（アンジャッシュ）と共演[133][134]

### 声の出演
- カバヤ ピュアラルグミ「ふわわせピュアラルさん『崖っぷち作家 みほ篇』」（2021年5月 - ） - 声優の神谷浩史と共演[135]

### MV
- ヒグチアイ「やめるなら今」（2021年11月24日リリース、ポニーキャニオン）[136]

## 舞台・ライブ

### 単独ライブ
- 第1回「隣の街のヤギが鳴いた」（2018年7月9日・10日、新宿バティオス[137][138]）
- 第2回「いっそ、飛び立ってしまえ」（2019年2月21日・22日、しもきた空間リバティ[139][140]）
- 第3回「やんなっちゃうね。」（2019年11月28日・29日、シアター代官山[141][142][143]）
- 第4回「生意気なトルコ土産」（2021年9月24日・25日、日本橋公会堂[144][145]）
- 第5回「咲かないリンドウ」（2022年7月1日・2日、シアターサンモール）[146][147]
- 第6回「ティーカップを、2つ」（2023年7月14日・15日、草月ホール、7月22日、ZAZA HOUSE）[148]
- 第7回「朝焼けのメリーゴーランド」（2024年10月18日・19日、草月ホール、10月25日・26日、HEP HALL）[149]

### その他ライブ
- バカ爆走!（事務所ライブ、新宿Fu-） - 毎月1〜6日
- どっきん!（事務所ライブ、新宿バティオス）
- 鉄の処女トークライブ（吉田治加(おとぎばなし)、ブラットピークとのライブ。第1回開催は2017年9月24日[150]）
- ツーマンライブ「東京紅葉」（2018年11月16日、新宿バティオス、ザ・マミィとのライブ[151]）
- 「東京 桜」（岡野陽一、ザ・マミィとのライブ。2019年3月15日、新宿バティオス[152]）
- 「東京初鰹」（岡野陽一、ザ・マミィとのライブ。2019年5月17日、新宿バティオス[153]）
- 「東京蝉時雨」（岡野陽一、ザ・マミィとのライブ。2019年8月19日、渋谷ユーロライブ[154]）
- 同・級・生（2020年10月3日、新宿角座） - 松竹芸能所属・ヒコロヒーとのツーマンライブ[155][156]
- 「東京春一番」（岡野陽一、ザ・マミィとのライブ。2021年2月21日、渋谷ユーロライブ）[157]
- 「ファイナリストと歴代女王が大集合! THE W 2021　アフターパーティー」（2021年12月26日、有楽町よみうりホール）[158]
- 「5日後に新ネタ10本くらいやるライブ」（岡野陽一とのライブ、2022年7月22日、渋谷ユーロライブ[159]）
- ザ・マミィ×吉住×真空ジェシカ 福山お笑いライブ（ザ・マミィ・真空ジェシカとのライブ。2022年8月11日、広島県民文化センターふくやま[160]）
- 真空ジェシカ×吉住ツーマンライブ「GATSUMORI」（真空ジェシカとのライブ。2022年9月8日、座・高円寺2[161]）
- 東京03『FROLIC A HOLIC feat. Creepy Nuts in 日本武道館　なんと括っていいか、まだ分からない』（2023年3月4、5日、日本武道館）

## VR
- 近過ぎる芸人×モテ期の晩餐〜部屋とたっちゃんと私〜
- 近過ぎる芸人×モテ期の晩餐〜仲良し3姉妹の誘惑〜吉住・合わせみそ

## DVD
- 「せっかくだもの。」（2021年3月31日発売・SSBX-2689）[162][163][164][165][166][167]
- 吉住第4回単独公演「生意気なトルコ土産」（2021年12月22日発売・SSBX-2704）[168][169][170][171]
- 吉住第5回単独公演「咲かないリンドウ」（2022年11月16日発売・SSBX-2714）[172][173]

## 書籍
- 短編小説『そそぐ』（「小説現代」12月号書き下ろし・2022年11月22日発売、講談社）[174]